# Спогади Адріана (роман)
Спогади Адріана (фр. Mémoires d'Hadrien) – роман французької письменниці бельгійського походження Маргеріт Юрсенар.  Вперше опублікована у 1951 році, книга відразу ж мала успіх та визнання критиків.

## Історія створення
Ідея книги виникла у М. Юрсенар між 1924 та 1929 роками. Частину роману було написано між 1934 та 1937 роками, а відновилась робота над книгою у 1948 році. За словами авторки, її метою було переосмислити минуле та прагнути до історичної достовірності. Задля цього нею були вивчені першоджерела, на яких вона й базувала роман.                                                                                                                                                                                                                                                                                                              У післямові до оригінального видання, М. Юрсенар зазначила, що вона обрала темою життя римського імператора Адріана частково тому, що він жив у той час, коли у римських богів вже не вірили, а християнство ще не затвердилось.

## Сюжет
Роман має форму листа імператора Адріана до прийомного онука та майбутнього його наступника Марка Аврелія. Оповідь ведеться від першої особи у вільному порядку. Імператор згадує важливі події свого життя: військові успіхи та численні реформи, спрямовані на стримування воєн та сприяння миру в імперії. Він розмірковує про філософію, любов до музики та поезії, пристрасть до свого коханого Антіноя, після смерті якого, з метою увічнення пам’яті, був запроваджений його культ.                                           Окреме місце займають думки імператора про спадкоємність у Римській імперії.                                                                                                                                                                                              В похилому віці та при слабкому здоров’ї, Адріан міркує, що може принести майбутнє світу, Риму та його душі. 

## Український переклад
- У 2017 р. у видавництві «Журнал Радуга» вийшов друком український переклад роману «Адріанові спогади» у перекладі Дмитра Чистяка[3].